# اليونانيون المستقلون (حزب)
اليونانيين المستقليين (باليونانية: Ανεξάρτητοι Έλληνες، الشهير باختصاره ANEL هو حزب يوناني محافظ. فاز الحزب ب 13 مقعد في الانتخابات التشريعية اليونانية 2015 و اتفق على تشكيل ائتلاف حاكم مع حزب سيريزا الفائز.